# Баластування

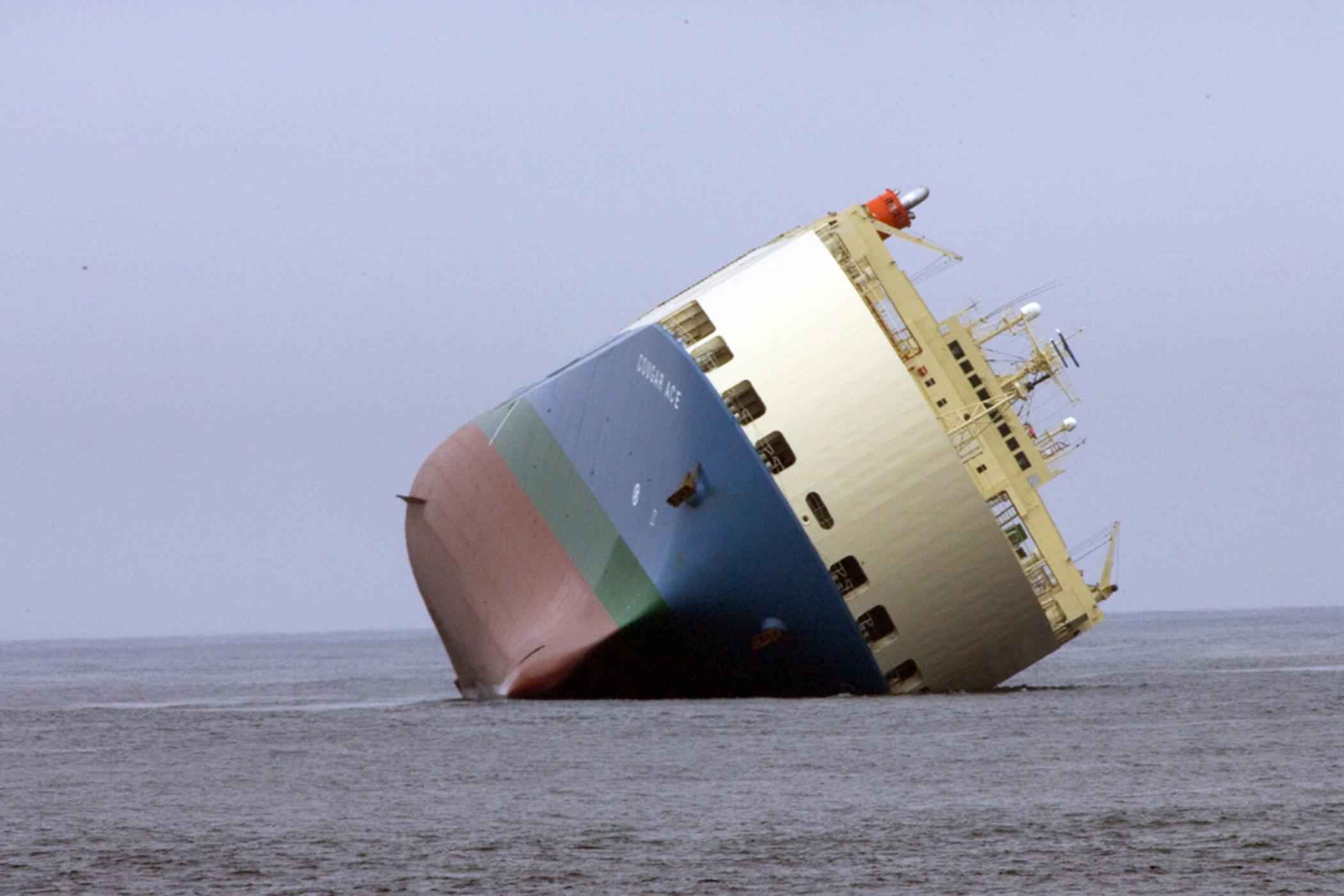
Судно Cougar Ace з креном 60º від втрати остійності під час заміни водяного баласту

Баластува́ння — дозавантаження об'єкта (судна, трубопроводу, насипу залізничної колії тощо) для надання йому більшої стійкості.

### Баластування суден

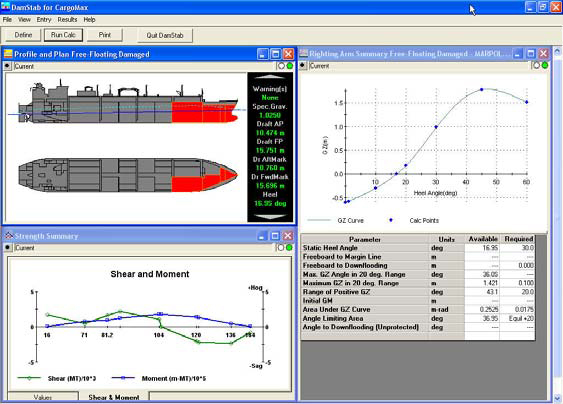
Приклад інструмента для врахування впливу змінних навантажень на остійність судна

Баластування у судноплавстві — надання судну (кораблю) необхідних морехідних якостей: остійності, ходовості, керованості, стійкості до хитавиці тощо, шляхом прийняття й розташування твердого або рідкого баласту для доведення осадки і посадки до заданих.
Прийняття твердого баласту виконується при побудові, переобладнанні чи середньому ремонті судна. Для закладення твердого баласту типовим місцем є тунельний кіль.
У сучасному суднобудуванні розрахунок баластування проводиться за допомогою спеціальних комп'ютерних програм, де використовується цифрова модель судна яку віртуально навантажують до потрібного рівня. Дані, отримані з віртуального баластування далі використовуються при дійсному навантажуванні судна «наживо», коли судно спускають на воду й розташовують баласт, відповідно до даних віртуального баластування.
Далі судно баластують точно (через недосконалість кожного корпусу судна у серії). В результаті отримуються потрібні дані для розташування баласту на судні.
Прийняття рідкого баласту проводиться для заміщення перемінних вантажів. Це можуть бути витрачене пальне, масло, прісна вода, для торгових і транспортних суден — доставлені і вивантажені вантажі. Баластування плавучих доків виконується для вводу й виводу з них суден. Як рідкий баласт найчастіше використовують забортну воду, що приймається у спеціальні відсіки або баластні цистерни, рідше — пальне.
На підводному човні, крім баластування твердим баластом (вивішування), здійснюється процес заміщення перемінних вантажів рідким баластом, що носить назву «диферентування», який виконується перед виходом а потім відбувається протягом усього плавання.
У будь-якому випадку ведеться журнал обліку баластування (для підводних човнів — ще й диферентувальний журнал), де реєструється прийняття та переміщення вантажів. На бойовому кораблі він знаходиться в посту енергетики та живучості, на підводному човні — на головному та запасному командних пунктах, на цивільному судні — у вантажного помічника капітана або виконувача його обов'язків.

### Баластування трубопроводів
Див. також Баластування трубопроводів.
Баластування трубопроводів (привантаження трубопроводів) — спосіб закріплення трубопроводів за допомогою обтяжувальних вантажів або бетонуванням при прокладанні їх на заболочених чи обводнених ґрунтах. Баластування виконується при спорудженні газопроводів, а також інших підводних трубопроводів, що мають додатну плавучість при заповненні продуктом та за наявності бокових течій.
Баластуванням трубопроводів називається також сам процес провадження робіт, пов'язаних із встановленням вантажів та бетонуванням труб.
Обтяжувальні вантажі з чавуну або залізобетону — сідлоподібні, шарнірні, з гнучкими елементами тощо — укладають на труби при спорудженні трубопроводів (в будівельному потоці) за допомогою трубоукладача, болотного екскаватора, крана-амфібії, вертольота. Мішки з піщано-цементною сумішшю чи щебенем можуть бути вкладені як під трубопроводом, так і по його боках для забезпечення вертикальної чи бокової підтримки.
При баластуванні трубопроводів бетонуванням проводять суцільне рівномірне покриття труб (так зване зовнішнє оббетонування з використанням торкрет-бетону), здійснюване часто на стаціонарній базі, або заповнення бетоном простору між трубопроводом і зовнішнім кожухом (конструкція типу «труба в трубі»). Баластування трубопроводів виконується іноді і при анкерному закріпленні трубопроводів.
Залізобетонні привантажувачі використовують при будівництві різноманітних промислових трубопроводів, в тому числі нафтогазової галузі. Їх застосування необхідне для баластування трубопроводів, які пролягають у непростих місцевостях. До них можна віднести: складний рельєф, водойми, болота, підвищена сейсмічна активність, вічна мерзлота. Одним словом, будь-які ділянки, де є ймовірність зміщення або спливання трубопровода, що в свою чергу може призвести до руйнування його цілісності. Обтяжувальні вантажі з залізобетону— сідлоподібні, шарнірні, з гнучкими елементами тощо — укладають на труби при спорудженні трубопроводів (в будівельному потоці) за допомогою трубоукладача, болотного екскаватора, крана-амфібії, вертольота.

### Баластування залізничного полотна

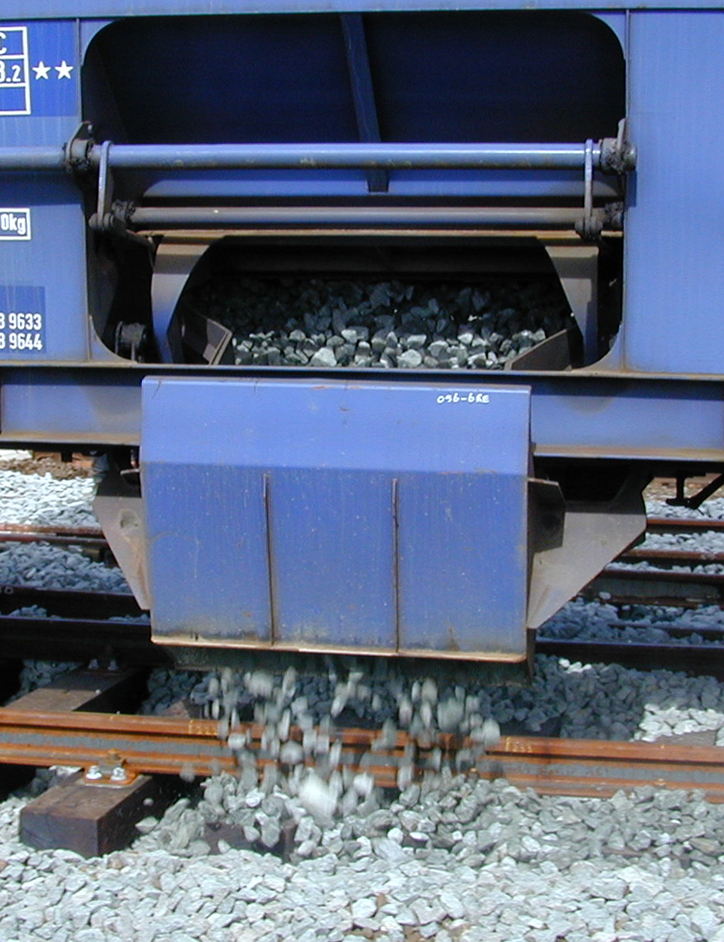
Розвантаження баласту при баластуванні залізничного полотна

Баластування залізничного полотна — укладання баластного шару на земляне полотно.
Як баластові матеріали використовуються: щебінь, що отримують при дробленні гірських порід; відходи азбестового виробництва; гальково-гравійно-піщані суміші, що утворюються в результаті природного руйнування гірських порід; крупно- або середньозернистий пісок.
На новоспоруджуваних лініях баластування проводиться двома способами: а) баласт, привезений поїздами по сусідній колії, розрівнюється по земляному полотну шарами товщиною 10-15 см і укочується котками. Після доведення баластного шару до проектної товщини колієукладачем укладаються ланки шляху або розкладаються окремо шпали, до них пришиваються рейки, колія остаточно виправляється і рихтується, шпальні ящики заповнюються баластом і трамбуються з доведенням баластної призми до повного поперечного профілю;
б) баласт вивозиться по баластованому шляху і баластування проводиться послідовним підійманням колії на баласт баластувальною машиною (баластером), моторними або ручними домкратами з підбиттям шпал пневматичними або ручними підбійками. Вивезення баласту для першого шару здійснюють за можливості в суху погоду, щоб уникнути утворення в земляному полотні баластних корит. Баластування при заміні існуючого баласту новим проводиться після вирізання старого баласту.